# Шмидла, Лиза
Лиза Шмидла (нем. Lisa Schmidla; род. 5 июня 1991, Крефельд, Северный Рейн-Вестфалия) — немецкая гребчиха, выступавшая за сборную Германии по академической гребле в период 2008—2016 годов. Чемпионка летних Олимпийских игр в Рио-де-Жанейро, чемпионка мира, двукратная чемпионка Европы, победительница многих регат национального и международного значения.

## Биография
Лиза Шмидла родилась 5 июня 1991 года в городе Крефельд, федеральная земля Северный Рейн-Вестфалия. Заниматься академической греблей начала в 2004 году, проходила подготовку в местном гребном клубе «Крефельдер».
Впервые заявила о себе в гребле в 2008 году, выиграв бронзовую медаль в распашных рулевых восьмёрках на юниорском мировом первенстве в Австрии. Год спустя на аналогичных соревнованиях во Франции одержала победу в программе парных одиночек.
В 2010 году в парных двойках победила на молодёжном чемпионате мира в Бресте. Дебютировала на взрослом Кубке мира, в частности в четвёрках заняла пятое место на домашнем этапе в Мюнхене.
В 2011 году в четвёрках была лучшей на молодёжном мировом первенстве в Амстердаме. Отметилась выступлением на домашнем этапе Кубка мира в Гамбурге, где показала в двойках четвёртый результат.
В качестве запасной спортсменки присутствовала на летних Олимпийских играх 2012 года в Лондоне, однако её участие здесь не потребовалось.
На чемпионате Европы 2013 года в Севилье финишировала в двойках четвёртой. В одиночках одержала победу на этапе Кубка мира в Итоне и на молодёжном чемпионате мира в Линце, тогда как на взрослом чемпионате мира в Чхунджу осталась вдалеке от призовых позиций.
В 2014 году в четвёрках отметилась победами на двух этапах Кубка мира, была лучшей на мировом первенстве в Амстердаме.
В 2015 году в четвёрках выиграла международную регату в Бледе, три этапа Кубка мира, чемпионат Европы в Познани. При этом на чемпионате мира в Эгбелете получила серебро, уступив в финале спортсменкам из США.
Одержав победу на домашнем европейском первенстве 2016 года в Бранденбурге, затем представляла страну на Олимпийских играх в Рио-де-Жанейро. В составе четырёхместного парного экипажа, куда также вошли гребчихи Аннекатрин Тиле, Юлия Лир и Карина Бер, обошла в финале всех своих соперниц и завоевала золотую олимпийскую медаль. За это выдающееся достижение 1 ноября 2016 года была награждена высшей спортивной наградой Германии «Серебряный лавровый лист».
Помимо занятий спортом изучала журналистику в Техническом университете Дортмунда.